# Liste der Universitäten in Florida
Es folgt eine Liste von Universitäten und Colleges im US-Bundesstaat Florida. Die Zahlen in Klammern sind die Zahlen der Studierenden im Herbst 2020.

## Staatliche Hochschulen
Die folgenden zwölf Hochschulen sind staatliche Einrichtungen, die zum State University System of Florida gehören:
- Florida Agricultural and Mechanical University in Tallahassee (9.184)
- Florida Atlantic University in Boca Raton (30.805)
- Florida Gulf Coast University in Fort Myers (15.358)
- Florida International University in Miami (58.836)
- Florida Polytechnic University in Lakeland (1.422)
- Florida State University in Tallahassee (43.569)
- New College of Florida in Sarasota (675)
- University of Central Florida in Orlando (71.881)
- University of Florida in Gainesville (53.372)
- University of North Florida in Jacksonville (16.926)
- University of South Florida in Tampa (50.626)
- University of West Florida in Pensacola (13.061)

## Private Hochschulen
- AdventHealth University in Orlando (1.802)
- Albizu University in Miami (802)
- Ave Maria University in Ave Maria (1.108)
- Barry University in Miami (7.515)
- Beacon College in Leesburg (427)
- Bethune-Cookman University in Daytona Beach (2.845)
- Eckerd College in Saint Petersburg (1.822)
- Edward Waters University in Jacksonville (2.273)
- Embry-Riddle Aeronautical University in Daytona Beach (8.797, zuzüglich 13.904 weltweit/online)
- Everglades University (2.247) in Boca Raton, mit Standorten in Miami, Tampa, Orlando
- Flagler College in Saint Augustine (2.687)
- Florida College in Temple Terrace (488)
- Florida Institute of Technology in Melbourne (6.775)
- Florida Memorial University in Miami Gardens (928)
- Florida Southern College in Lakeland (3.413)
- Full Sail University in Winter Park (24.627)
- Jacksonville University in Jacksonville (4.053)
- Keiser University (20.330), Hauptcampus in Fort Lauderdale, Standorte unter anderem in Clearwater, Jacksonville, Miami und West Palm Beach
- Lynn University in Boca Raton (3.232)
- University of Miami in Coral Gables (17.809)
- Miami International University of Art & Design in Miami (934)
- Nova Southeastern University in Fort Lauderdale (20.888)
- Palm Beach Atlantic University in West Palm Beach (3.704)
- Ringling College of Art and Design in Sarasota (1.624)
- Rollins College in Winter Park (3.104)
- Saint Leo University in Saint Leo (9.832)
- Schiller International University in Tampa (30)
- St. Petersburg College in Saint Petersburg (26.430)
- St. Thomas University in Miami Gardens (5.601)
- Southeastern University in Lakeland (9.546)
- Stetson University in DeLand (4.462)
- University of Tampa in Tampa (9.605)
- Trinity College of Florida (214)
- Warner University in Lake Wales (978), bis 2008 Warner Southern College genannt
- Webber International University in Babson Park (812)

## Nicht mehr bestehende Hochschulen
- Die 1996 gegründete Florida Coastal School of Law wurde 2021 geschlossen.
- Das 1975 gegründete Florida Christian College ging 2013 in der Johnson University mit Sitz in Knoxville, Tennessee auf.
- Das 1966 eröffnete Clearwater Christian College in Clearwater wurde 2015 geschlossen.
- Das 1940 gegründete Fort Lauderdale College of Business and Finance wurde 1976 zum Fort Lauderdale College, später zur Florida Metropolitan University und 2007 zur Everest University. Von 2015 bis 2020 wurde die Hochschule von der Zenith Education Group betrieben.
- Die Johnson & Wales University mit Sitz in Providence in Rhode Island hatte 1992 bis 2021 einen Campus in North Miami.
- Das 1914 gegründete Jones College in Jacksonville schloss 2017.
- Die Northwood University mit Sitz in Midland in Michigan unterhielt bis 2015 einen Campus in West Palm Beach. Er wurde an die Keiser University verkauft.[2]